# Conny Kraaijeveld
Conny Kraaijeveld (Utrecht, 3 maart 1965) is een Nederlands radiopresentatrice.
In het begin van haar carrière trad Kraaijeveld een avond op als toetseniste bij Radio West in haar toenmalige woonplaats Rijswijk. Door dit optreden kwam ze in contact met de omroep RTV Utrecht, waar ze uiteindelijk twaalf jaar werkzaam bleef. Nadat ze bij Radio West was weggegaan, werkte ze nog een jaar bij John de Mol Producties, waarna ze in 2000 begon bij Radio M Utrecht als cultuurverslaggeefster. 
Vanaf 2011 presenteert zij dagelijks het radioprogramma Aan Tafel! bij het Utrechtse omroepbedrijf RTV Utrecht. Kraaijeveld was van 2005 tot 2011 getrouwd met Claudia de Breij met wie zij samen een zoon heeft.